# Love Is Real
Love Is Real es un EP de Edith Frost, lanzado el 19 de julio de 1999 por Drag City.

## Respuesta de la crítica
CMJ New Music Report lo llamó "una demostración cautivadora de los talentos de la Sra. Frost."

## Lista de canciones
Todas las canciones fueron escritas por Edith Frost.
Todas las canciones escritas y compuestas por Edith Frost. 
| N.º | Título         | Duración |  |
| 1.  | «Love Is Real» | 3:46     |  |
| 2.  | «Between Us»   | 3:05     |  |
| 3.  | «The Last One» | 2:11     |  |

## Personal
Músicos
- Edith Frost – voz, guitarra
- Mark Greenberg – órgano
- Ryan Hembrey – bajo
- Archer Prewitt – guitarra, batería
- Rick Rizzo – guitarra

Producción y personal adicional
- Phil Bonnet – mezcla, grabación
- Sam Prekop – pintura
- Rian Murphy – producción
- Alexis Wilson – fotografía